# Tasovčići
Tasovčići är en ort i Bosnien och Hercegovina.   Den ligger i entiteten Federationen Bosnien och Hercegovina, i den södra delen av landet, 100 km sydväst om huvudstaden Sarajevo. Tasovčići ligger 17 meter över havet och antalet invånare är 2 007.
Terrängen runt Tasovčići är huvudsakligen kuperad, men åt sydväst är den platt. Tasovčići ligger nere i en dal. Närmaste större samhälle är Čapljina, 3,0 km väster om Tasovčići. 
Trakten runt Tasovčići består till största delen av jordbruksmark. Runt Tasovčići är det ganska tätbefolkat, med 93 invånare per kvadratkilometer.